# Антильский свистун
Антильский свистун (лат. Leptodactylus fallax) — вид бесхвостых земноводных из семейства свистуновых. Эндемик, встречающийся только на карибских островах Монтсеррат и Доминика, запечатлён на гербе Доминики. За последние 10 лет популяция вида сократилась на 81 % и сейчас он находится под угрозой исчезновения. В 2004 году было сделано предположение, что в популяции всего 8000 лягушек. Одна из основных причин сокращения их числа — потребление людьми. Местные жители едят Leptodactylus fallax и даже прозвали представителей вида «горными цыплятами» за вкус их мяса. Свою роль играет и болезнь, вызываемая патогенным грибом Batrachochytrium dendrobatidis.

## Описание
Одна из крупнейших лягушек в мире и крупнейший их вид на Карибских островах. Взрослые самки могут достигать 22 см в длину.

## Поведение

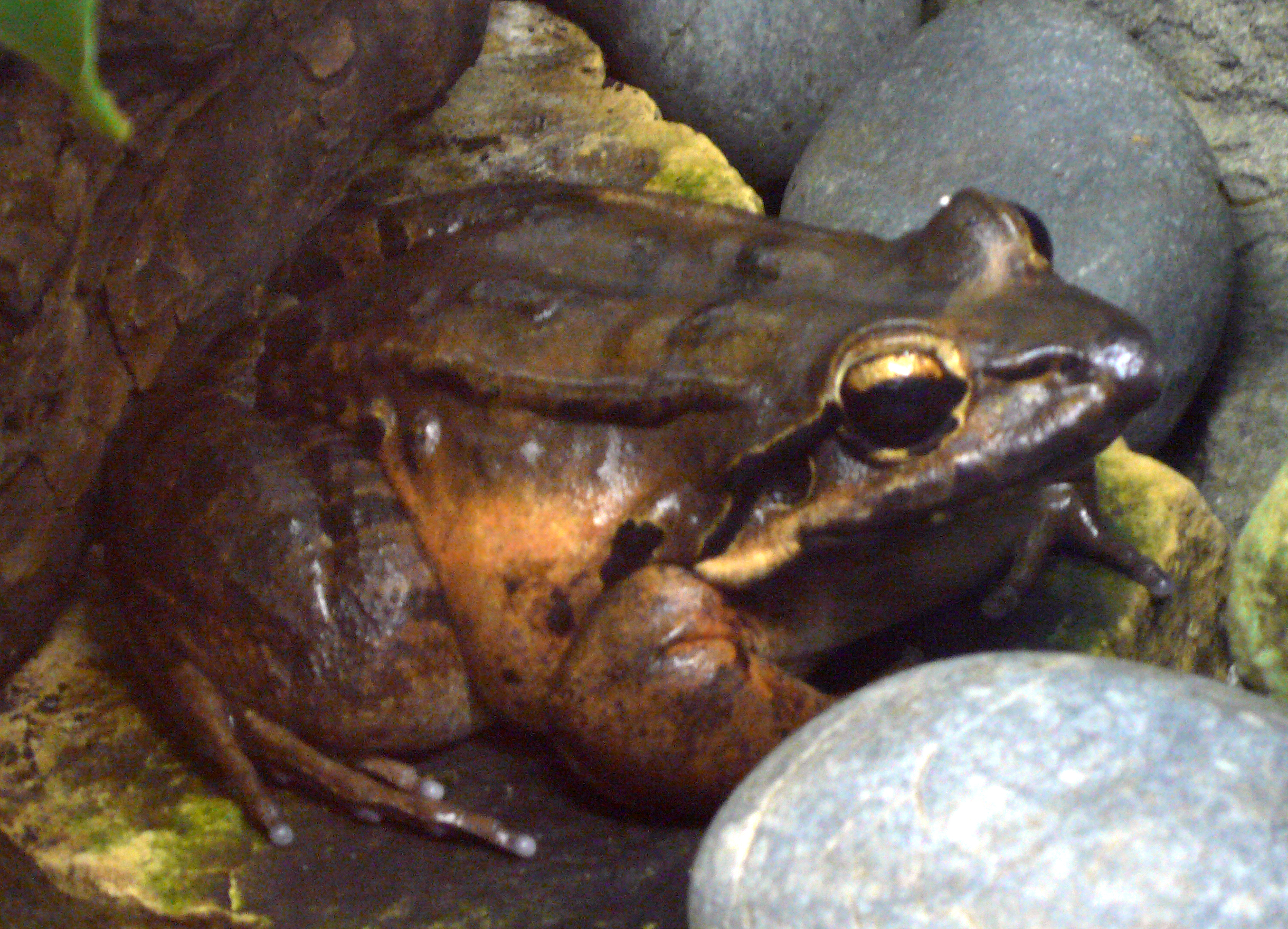
Leptodactylus fallax

Это наземные и ночные животные. Лягушки хищны и охотятся, затаиваясь на долгое время неподвижно, чему способствует их камуфляжный окрас. В пищу употребляют всё, что могут проглотить — от насекомых и ракообразных до мелких позвоночных.